# مدار انتگرال‌گیر غیرفعال

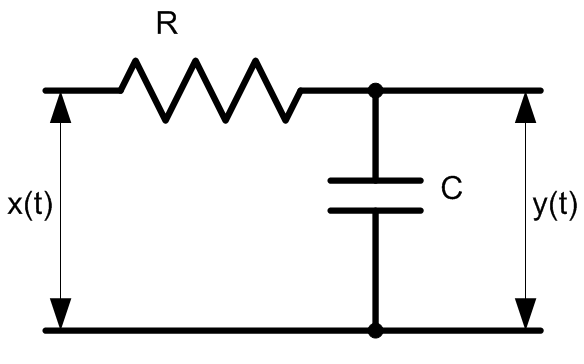
مدار ۱

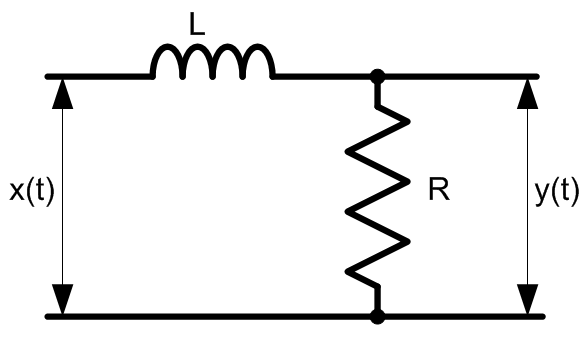
مدار ۲

مدار انتگرال‌گیر غیرفعال یک شبکه چهار سر ساده است که از دو عنصر غیرفعال تشکیل شده‌است. همچنین ساده‌ترین (فیلتر مرتبه اول) فیلتر پایین‌گذر نیز است.
ما فقط مدار اول را تحلیل خواهیم کرد. دومی بسیار شبیه به آن است.

## تابع انتقال
نرخ انتقال یک ضریب بهره برای سیگنال ورودی سینوسی با فرکانس معین است.
یک تابع انتقال وابستگی نرخ انتقال از فرکانس سیگنال را نشان می‌دهد.

طبق قانون اهم، 
 که {\displaystyle X} و {\displaystyle Y} به ترتیب دامنه سیگنال‌های ورودی و خروجی، و {\displaystyle Z_{R}} و {\displaystyle Z_{C}} مقاومت و ام‍دانس خازن هستند.

بنابراین، تابع انتقال مختلط است 
 که 
 دامنه تابع انتقال 
 فاز تابع انتقال 

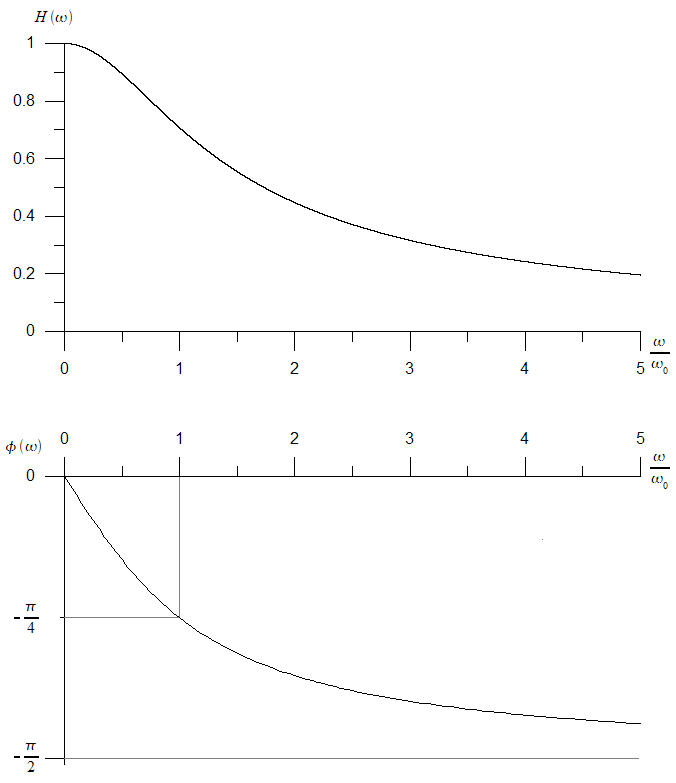
دامنه و فاز تابع انتقال برای یک مدار انتگرال‌گیر

توابع انتقال برای مدار دوم یکسان هستند (با {\displaystyle \omega _{0}={\frac {R}{L}}})

## پاسخ ضربه
پاسخ ضربه مدار می‌تواند به عنوان یک تبدیل معکوس لاپلاس از تابع انتقال مختلط حاصل شود: 

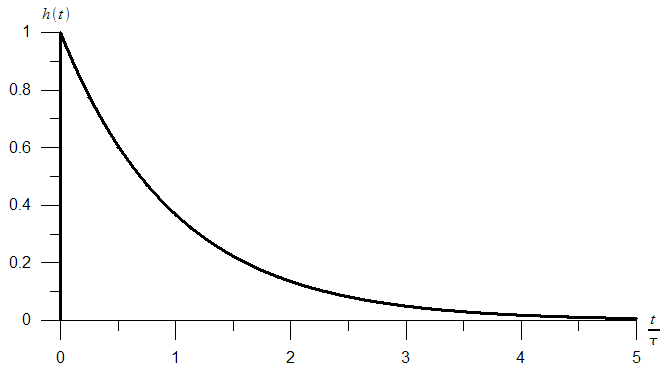
پاسخ ضربان مدار انتگرال‌گیر غیرفعال

 که {\displaystyle \tau ={\frac {1}{\omega _{0}}}} زمان ثابت است.

## کاربردها
یک مدار انتگرال‌گیر غیرفعال می‌تواند به عنوان انتگرال‌گیر ساده عمل کند. همچنین یکی از مدارهای پایه‌ای الکترونیک است که به روش گسترده‌ای در آنالیز برمبنای روش مدار معادل استفاده می‌شود.
اغلب در سیستم‌های صوتی دیجیتال ارزان قیمت (به عنوان مثال کارت صدا ارزان) به عنوان فیلتر بازسازی استفاده می‌شود.